# 神戸ゴム取引所
神戸ゴム取引所（こうべゴムとりひきじょ）は、かつて神戸市にあった商品先物取引所である。
1997年10月、大阪繊維取引所と合併して、大阪商品取引所となった。

## 概要
- 所在地 :神戸市

## 沿革
- 1952年1月16日：日本初のゴム先物取引市場として開設。
- 1995年3月：日本初の商品指数先物取引として天然ゴム指標を上場。
- 1997年10月：大阪繊維取引所と合併して大阪商品取引所となる。